# Emmanuelle 5
Emmanuelle 5 (Alternativtitel: Emmanuelle – Im Harem des Prinzen) ist ein französisches Erotik-Filmdrama von Walerian Borowczyk aus dem Jahr 1987. Der Film ist der fünfte Teil der französischen Emmanuelle-Filmreihe über die gleichnamige fiktive Person, welche von Emmanuelle Arsan erschaffen wurde.

## Handlung
Die freie und selbstbewusste Emmanuelle stellt auf den Internationalen Filmfestspielen von Cannes ihren neuen Skandal-Erotikfilm Love Express vor. Dort lernt sie auch den Herrscher von „Benglagistan“ Prinz Rajid kennen, der von Emmanuelle besessen ist. Als sie sich draußen der Öffentlichkeit präsentiert, ist eine Horde männlicher Fans begierig darauf, sie einmal anzufassen, was dazu führt, dass die Schöne durch die Stadt gejagt und schließlich vollkommen entkleidet wird. Nackt kann sie sich schließlich auf das Boot des schwerreichen Flugzeugherstellers Charles D. Foster retten, woraufhin sich die beiden verlieben.
Nach einem kleinen Streit mit Charles beschließt Emmanuelle, Prinz Rajid in seiner Heimat zu besuchen, wo sie vom jungen Rocky in ein Hotel gefahren wird, der zur Belohnung einen Kuss von ihr erhält. Sie lernt den Abenteurer Eddie kennen, mit dem sie später am Strand zufällig einer Beerdigung beiwohnt, die Rocky gewidmet ist. Es stellt sich heraus, dass der Junge sterben musste, weil er wider besseres Wissen Emmanuelle geküsst hatte, obwohl der erste Kuss einer Frau, die nach Benglagistan einreist, dem Prinzen gehört. Emmanuelle und Eddie werden gefangen genommen. Eddie landet im Kerker, Emmanuelle wird, wie schon lange vom Herrscher geplant, in seinen 50-köpfigen Harem integriert. Die „Neue“ kann Eddie schließlich befreien und eine abenteuerliche Flucht beginnt, in deren Verlauf Eddie, der von Charles angeheuert wurde, um Emmanuelle zu beschützen, die Schöne durch einen Militärhubschrauber retten lassen kann, selbst jedoch verstirbt.

## Hintergrund
- Der Film enthält in der ungeschnittenen Version Hardcore-Szenen, die im Love Express- und Tanzstudio-Teil vorkommen.
- Emmanuelle 5 entstand 1986 und erlebte seine französische Premiere am 7. Januar 1987.[1] In der Bundesrepublik Deutschland wurde der Film erstmals am 26. März 1987 aufgeführt und erschien am 17. September 1987 auf Video.[2]

## Kritik
Für das Lexikon des internationalen Films war Emmanuelle 5 ein „Manieristisch fotografierter Sexfilm voller vulgärer Details, pseudophilosophischer und -religiöser Dialoge und einer lächerlich bemühten Metaphorik.“